# Theodor Görner
Karl Theodor Görner (* 10. Dezember 1884 in Leipzig; † 7. August 1971 in Berlin-Neukölln) war ein Berliner Druckereibesitzer. Mit seiner Tochter Hanni Nörper, geborene Görner, half er in der Zeit des Nationalsozialismus über hundert meist jüdischen Verfolgten.
Nur ein kleiner Teil von ihnen konnte jedoch überleben, insgesamt waren es 22 Personen. So half er unter anderem Inge Deutschkron und ihrer Mutter Ella durch Vermittlung von Otto Weidt im Sommer 1943 und gab Ella Deutschkron unter dem falschen Namen Ella Richter Arbeit in der Druckerei Görner in der Rosenthaler Straße 26 in Berlin-Mitte, wo sie bis zu dessen Verhaftung am 14. Juli 1944 blieben.

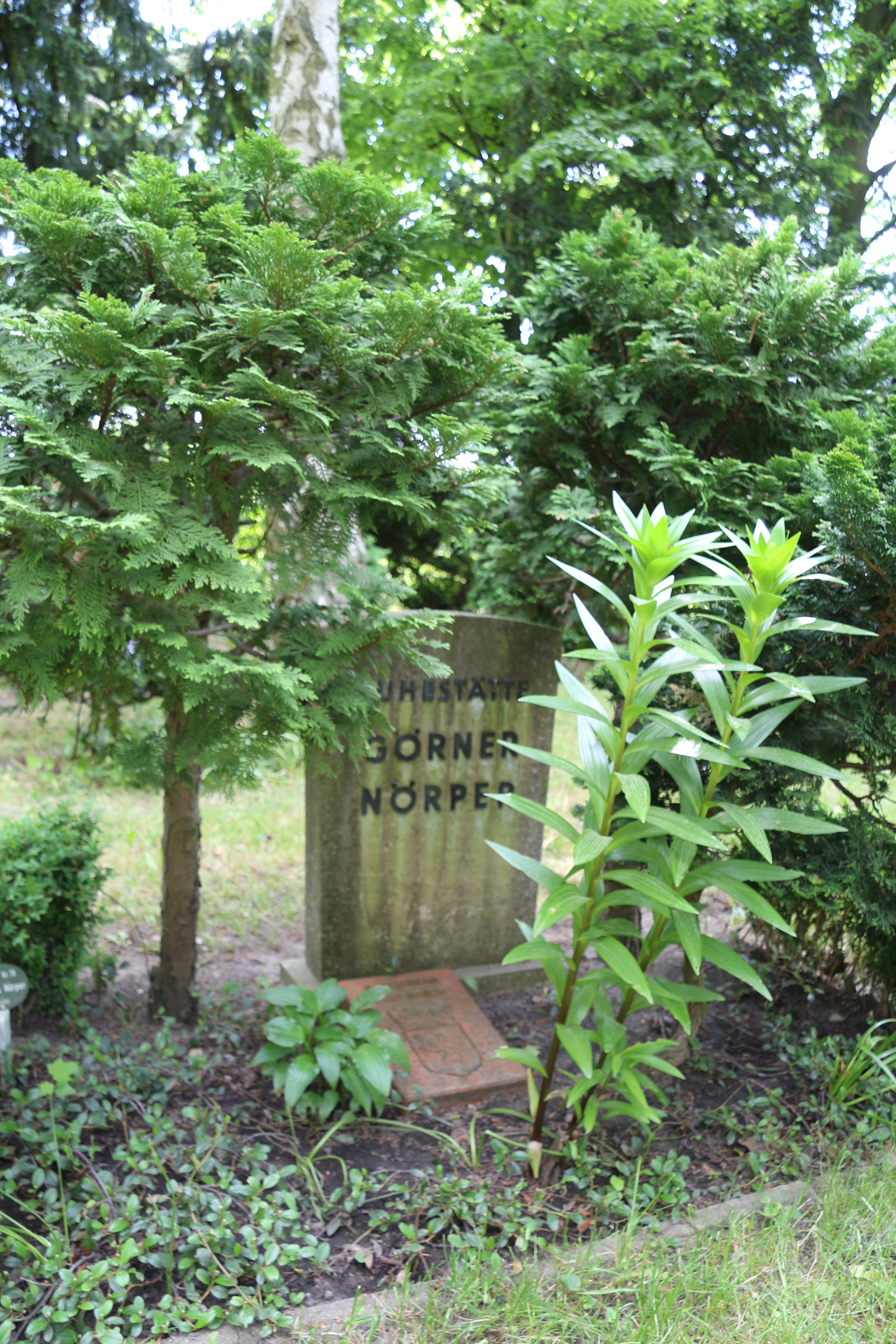
Ehrengrab Theodor Görners

Im Ostteil Berlins, wo sich die Geschehnisse abspielten, blieben die Ereignisse nach 1945 lange Zeit unbeachtet, obwohl sich Görners Engagement nicht zuletzt auch aus seiner antifaschistischen Überzeugung ergab. 1959 wurde er als einer der ersten Deutschen in der israelischen Gedenkstätte Yad Vashem als Gerechter unter den Völkern geehrt. Er und seine Taten werden in der Gedenkstätte Deutscher Widerstand gewürdigt.
Theodor Görner wurde in einem Ehrengrab des Landes Berlin auf dem Parkfriedhof Neukölln bestattet.